# Вывод типов
Вывод типов (англ. type inference) — в программировании возможность компилятора самому логически вывести тип значения у выражения. Впервые механизм вывода типов был представлен в языке ML, где компилятор всегда выводит наиболее общий полиморфный тип для всякого выражения. Это не только сокращает размер исходного кода и повышает его лаконичность, но и нередко повышает повторное использование кода.
Вывод типов характерен для функциональных языков программирования, хотя со временем он был частично реализован и в объектно-ориентированных языках (C#, D, Visual Basic .NET, Nim, C++11, Vala, Java), где ограничивается возможностью опустить тип идентификатора в определении с инициализацией (см. синтаксический сахар). Например:
```
var
 
s
 
=
 
"Hello, world!"
;
  
// Тип переменной s (от string) выведен исходя из инициализатора

```

## Алгоритмы

### Алгоритм Хиндли — Милнера
Алгоритм Хи́ндли — Ми́лнера — механизм вывода типов выражений, реализуемый в языках программирования, основанных на системе типов Хиндли — Милнера, таких как ML (первый язык этого семейства), Standard ML, OCaml, Haskell, F#, Fortress и Boo. Язык Nemerle использует этот алгоритм с рядом необходимых изменений.
Механизм вывода типов основан на возможности автоматически полностью или частично выводить тип выражения, полученного при помощи вычисления некоторого выражения. Так как этот процесс систематически производится во время трансляции программы, транслятор часто может вывести тип переменной или функции без явного указания типов этих объектов. Во многих случаях можно опускать явные декларации типов — это можно делать для достаточно простых объектов, либо для языков с простым синтаксисом. Например, в языке Haskell реализован достаточно мощный механизм вывода типов, поэтому указание типов функций в этом языке программирования не требуется. Программист может указать тип функции явно для того, чтобы ограничить её использование только для конкретных типов данных, либо для более структурированного оформления исходного кода.
Для того, чтобы получить информацию для корректного вывода типа выражения в условиях отсутствия явной декларации типа этого выражения, транслятор либо собирает такую информацию из явных деклараций типов подвыражений (переменных, функций), входящих в изучаемое выражение, либо использует неявную информацию о типах атомарных значений. Такой алгоритм не всегда помогает определить тип выражения, особенно в случаях использования функций высших порядков и параметрического полиморфизма достаточно сложной природы. Поэтому в сложных случаях, когда есть необходимость избежать неоднозначностей, рекомендуется явно указывать тип выражений.
Сама модель типизации основана на алгоритме вывода типов выражений, который имеет своим источником механизм получения типов выражений, используемый в типизированном λ-исчислении, который был предложен в 1958 г. Х. Карри и Р. Фейсом. Далее уже́ Роджер Хиндли в 1969 г. расширил сам алгоритм и доказал, что он выводит наиболее общий тип выражения. В 1978 г. Робин Милнер независимо от Р. Хиндли доказал свойства эквивалентного алгоритма. И, наконец, в 1985 г. Луис Дамас окончательно показал, что алгоритм Милнера является законченным и может использоваться для полиморфных типов. В связи с этим алгоритм Хиндли — Милнера иногда называют также и алгоритмом Дамаса — Милнера.
Система типов определяется в модели Хиндли — Милнера следующим образом:
1. Примитивные типы {\displaystyle \tau } являются типами выражений.
2. Параметрические переменные типов α являются типами выражений.
3. Если {\displaystyle \sigma _{1}} и {\displaystyle \sigma _{2}} — типы выражений, то тип {\displaystyle \sigma _{1}\rightarrow \sigma _{2}} является типом выражений.
4. Символ {\displaystyle \bot } является типом выражений.

Выражения, типы которых вычисляются, определяются довольно стандартным образом:
1. Константы являются выражениями.
2. Переменные являются выражениями.
3. Если {\displaystyle e_{1}} и {\displaystyle e_{2}} — выражения, то ({\displaystyle e_{1}e_{2}}) — выражение.
4. Если {\displaystyle v} — переменная, а {\displaystyle e} — выражение, то {\displaystyle \lambda v.e} — выражение.

Говорят, что тип {\displaystyle \sigma _{1}} является экземпляром типа {\displaystyle \sigma _{2}}, когда имеется некое преобразование {\displaystyle \rho } такое, что:
{\displaystyle \sigma _{1}=\rho (\sigma _{2})}
При этом обычно полагается, что на преобразования типов {\displaystyle \rho } накладываются ограничения, заключающиеся в том, что:
1. {\displaystyle \rho (\sigma _{1}\rightarrow \sigma _{2})=\rho (\sigma _{1})\rightarrow \rho (\sigma _{2})}
2. {\displaystyle \rho (\tau )=\tau }

Сам алгоритм вывода типов состоит из двух шагов — генерация системы уравнений и последующее решение этих уравнений.

#### Построение системы уравнений
Построение системы уравнений основано на следующих правилах:
1. {\displaystyle \Gamma v=\tau } — в том случае, если связывание {\displaystyle v:\tau } находится в {\displaystyle \Gamma }.
2. {\displaystyle \Gamma (ge)=\tau } — в том случае, если {\displaystyle \tau _{1}=\tau _{2}\rightarrow \tau }, где {\displaystyle \tau _{1}=\Gamma g} и {\displaystyle \tau _{2}=\Gamma e}.
3. {\displaystyle \Gamma (\lambda v.e)=\tau \rightarrow \tau _{e}} — в том случае, если {\displaystyle \tau _{e}=\Gamma 'e}, где  {\displaystyle \Gamma '} это {\displaystyle \Gamma } с добавленным связыванием {\displaystyle v:\tau }.

В этих правилах под символом {\displaystyle \Gamma } понимается набор связываний переменных с их типами:
{\displaystyle \Gamma =v_{1}:A_{1},v_{2}:A_{2},\ldots ,v_{n}:A_{n}}

#### Решение системы уравнений
Решение построенной системы уравнений основано на алгоритме унификации. Это достаточно простой алгоритм. Имеется некоторая функция {\displaystyle u}, которая принимает на вход уравнение типов и возвращает подстановку, которая делает левую и правую части уравнения одинаковыми («унифицирует» их). Подстановка — это просто проекция переменных типов на сами типы. Такие подстановки могут вычисляться различными способами, которые зависят от конкретной реализации алгоритма Хиндли — Милнера.

### Комментарии
1. ↑  поддержка добавлена в Java SE 10